# 주현미의 러브레터
《주현미의 러브레터》는 대한민국의 방송국인 한국방송공사의 라디오 채널 KBS 해피FM(전국, 수도권 기준 FM 106.1MHz, AM 603kHz)에서 매일 오전 9시부터 오전 11시까지 방송되는 대중음악, 연예오락 전문 라디오 프로그램이다.

## DJ
- 가수 주현미 (여)

## 역사
2010년 4월 19일에 첫방송되어 원래는 저녁 8시 5분에 방송되었으나, 2013년 4월 8일부터 오전 11시 5분으로 시간대가 변경되었고, 이후 2016년 4월 24일에 잠정적으로 폐지되었다가, 2020년 8월 31일 이후 4년 만에 다시 부활하여 오전 9시에 방송되고 있다. 단, 이 프로그램은 모두 전국방송이다.

## 역대 방송시간
| 방송 채널  | 방송 기간                        | 방송 시간                   |
| ---------- | -------------------------------- | --------------------------- |
| KBS 해피FM | 2010년 4월 19일 ~ 2013년 4월 7일 | 매일 저녁 8:05 ~ 밤 10:00   |
| KBS 해피FM | 2013년 4월 8일 ~ 2016년 4월 24일 | 매일 오전 11:05 ~ 낮 12:00  |
| KBS 해피FM | 2020년 8월 31일 ~ 현재           | 매일 오전 9:00 ~ 오전 11:00 |

## 같이 보기
- 대중음악
- 연예오락
- 오늘아침 윤상입니다 (MBC FM4U)
- 김정원의 아름다운 당신에게 (CBS 음악FM)